# Amit Shah (acteur)
Pour les articles homonymes, voir Amit Shah (homonymie).
Amit Shah, né le 26 avril 1981 dans le borough londonien d'Enfield (Grand Londres), est un acteur britannique.

## Biographie

### Jeunesse et formation
Amit Kaushik Shah naît le 26 avril 1981 au Chase Farm Hospital (Enfield, Grand Londres). Ses parents sont kenyans et ses grands-parents viennent du Gujarat en Inde. Son père est comptable et sa mère tient un magasin de produits bio.
Il n'a jamais joué, jusqu'à ce qu'il soit pris pour le rôle principal dans la pièce de son école à l'âge de 16 ans. Il étudie ensuite le théâtre à l'université du Staffordshire et dans un second temps à la London Academy of Music and Dramatic Art.

## Filmographie

### Cinéma
- 2006 : Like Minds : Raj Mehta
- 2008 : The Blue Tower : Neran
- 2009 : 13 Semestres : Aswin
- 2010 : It's a Wonderful Afterlife : homme #6 du speed dating
- 2010 : The Infidel : Rashid Nasir
- 2012 : The Facility : Arif
- 2013 : All Stars : le professeur
- 2014 : Les Recettes du bonheur : Mansour Kadam
- 2015 : Howl de Paul Hyett :
- 2019 : The Courier de Zackary Adler : Nick Murch

### Télévision
- 2006 : The Afternoon Play : Nigel
- 2006 : Life Begins : vendeur de téléphones mobiles
- 2007 : Lead Balloon : Adam
- 2008 : The Palace : Kulvinder 'Vinny' Ganatra
- 2008 : Honest, braqueurs de père en fils : Reza Chadhuri
- 2009 : Benidorm : Vikram
- 2009 : Casualty : Jake Milns
- 2009 : Ingenious : le génie
- 2010 : Les Arnaqueurs VIP : Ashur Olmert
- 2010 : Whites : Axel
- 2011 : Black Mirror : Jack
- 2012 : White Van Man : Simon
- 2012 : Fresh Meat : Sauron
- 2013 : Jo : Dr Amir
- 2013 : Bluestone 42 : Capitaine Parekh
- 2013 : Lilyhammer : Viswanathan
- 2014 : The Smoke : Nick Chandhrakla
- 2015 : Affaires non classées : Dr Rhavi Dhillon
- 2015 : W1A : Sadiq Iqbal
- 2016 : Crashing : Fred
- 2017: His Dark Materials, Saison 1Épisode 6: Dr Rendal
- 2018 : Doctor Who, La Femme qui venait d'ailleurs (The Woman Who Fell To Earth) : Rahul
- 2024 : Mr Bates vs The Post Office (mini-série) : Jas Singh

## Récompenses et nominations
- Ian Charleson Awards 2007 : décoration pour son interprétation d'Abel Drugger dans The Alchemist[1]
- 10 juin 2007 : l'un des 50 meilleurs acteurs britanniques selon The Observer[1]